# مسلمو مارواري
مسلمو مارواري أو مسلمو ماروادي هم مجموعة عرقية هندية وباكستانية، تعود أصولها إلى منطقة راجستان في الهند.يبلغ عددهم نحو 2،000،000 نسمة، معظمهم من المسلمين السنة.ولغتهم تسمى أيضًا مارواري، وهي لهجة من لهجات راجستان وهي جزء من المجموعة الغربية من اللغات الهندية الآرية.

## الروابط الخارجية
- The Marwari of Pakistan
- Dhatki Marwari of Pakistan
- Jodhpur Muslims Build a Future for Themselves
- Marwar Muslim Welfare Society